# 돼지의 간은 가열해라
돼지의 간은 가열해라(일본어: 豚のレバーは加熱しろ Butareba: The Story of a Man Turned into a Pig[*])는 일본의 라이트 노벨 시리즈이다. 사카이 타쿠마가 글을 쓰고 토사카 아사기가 그림을 그렸다. 아스키 미디어 웍스는 2020년 3월부터 전격 문고 각인으로 9권을 출판했다. 미나미가 그린 만화 각색판은 2020년 8월부터 아스키 미디어 웍스의 청년 만화 잡지 전격 마왕에 연재되었다. Project No.9가 제작한 애니메이션 TV 시리즈 각색판은 2023년 10월부터 2024년 2월까지 방영되었다.

## 같이 보기
- 성우 라디오의 속사정